# Prezzemolo (serie animata)
Prezzemolo è una serie animata italiana prodotta da Rainbow e trasmessa per la prima volta su Italia 1 dal 7 settembre 2002 al 1º marzo 2003. Il protagonista è il drago Prezzemolo, mascotte del parco divertimenti Gardaland.

## Trama
Prezzemolo e i suoi amici alla ricerca di quattro pietre magiche per sconfiggere la malefica strega Zenda che si vuole impadronire del regno di Lomur.

## Personaggi
I personaggi sono basati sui fumetti di Prezzemolo di Lorenzo De Pretto.
- Prezzemolo: è l'eroico drago protagonista della serie, vive a Tanaboo in una casa-albero e mangia pizza con le fragole per diventare forte e coraggioso, durante la serie si innamora segretamente di Aurora. Doppiato da Giuseppe Calvetti.
- Aurora: è una giovane e bellissima maga, principessa originaria del regno di Lomur, da cui è stata esiliata magicamente dalla malefica strega Zenda e con l'aiuto di Prezzemolo, (per il quale prova qualcosa di più di una semplice amicizia) cercherà di tornare a casa e sconfiggerla. Doppiata da Angiolina Gobbi.
- Mously: è un pipistrello, il migliore amico di Prezzemolo che condividerà con lui tutte le sue avventure con la sua inconfondibile ironia e testardaggine. Doppiato da Patrizia Scianca.
- Pagui: è un gabbiano pasticcione che accompagna Prezzemolo nella sua avventura. Molte volte sbaglia a pronunciare le parole. Doppiato da Giuseppe Calvetti.
- Bambù: è un panda, scienziato intelligente che cerca di aiutare Prezzemolo dal suo ultra-tecnologico laboratorio di Tanaboo, non sempre con successo. Doppiato da Angiolina Gobbi.
- Ti-Gey: è una tigre doppiogiochista e a volte maldestra che segue Prezzemolo, ma in diverse occasioni cercherà di ostacolarlo per seguire i propri interessi. Doppiato da Gianni Gaude.
- Re Astor: re di Lomur, è il padre di Aurora. Piuttosto brusco, cerca in tutti i modi di allontanare sua figlia dalla magia senza riuscirci. Quando la principessina fa ritorno a Lomur, ordina di imprigionare Prezzemolo e gli altri credendoli dei nemici, ma cambia idea quando lui gli salva la vita, diventando loro alleato.
- Zia Ofelia: è la zia di Aurora, e sorella di Re Astor, è stata lei a dare ad Aurora il Fanta libro e il Foulard magico con la mappa di Lomur.
- Zenda: la principale antagonista della serie, è una terribile ed infida strega che si vuole impadronire di Lomur e del Penta-Elemento con la sua Nebbia Nera per diventare immortale, ma Prezzemolo e i suoi amici la sconfiggeranno grazie alla Catena dell'Amicizia. Doppiata da Caterina Rochira.
- Ombra: è la consigliera di Zenda, una creatura antica intrappolata dal Colosso di Lomur nelle segrete del castello. Doppiata da Graziella Porta.
- Morgana: è una giovane fata, sorellina di Zenda che, in seguito, abbandona il suo lato crudele e stringe un patto di alleanza con Prezzemolo e i suoi amici. Doppiata da Graziella Porta.

## Produzione
È il secondo cartone diretto da Iginio Straffi dopo Tommy & Oscar. Il doppiaggio è stato diretto da Angiolina Gobbi, anche autrice dei dialoghi, presso lo studio Sample S.r.l. La sigla, composta e arrangiata da Franco Fasano e scritta da Alessandra Valeri Manera, è interpretata da Cristina D'Avena.

## Episodi
1. La sfida
2. La pizza alle fragole
3. L'arrivo di Aurora
4. Il medaglione magico
5. La pietra gigante
6. Il labirinto
7. Un gioco pericoloso
8. Ti-Gey, cuoco reale
9. Il re dei folletti (anche noto come Il principe dei folletti)
10. Le fatiche di Prezzemolo
11. Il terribile capitan Mekkano
12. Il secondo elemento
13. Il mondo sommerso
14. Arrembaggio di fortuna
15. Un tesoro... invisibile (anche noto come Chi trova un tesoro trova un nemico)
16. Nel covo dei pirati
17. Una maghella senza paura
18. Nella terra del fuoco
19. L'oasi di Morgana
20. La sfera magica
21. Il ritorno di Aurora
22. Il grande torneo
23. Il nemico di Lomur
24. Il re in pericolo
25. Un cuore spezzato
26. Il potere del Penta-Elemento

## Edizioni Home video
La serie è edita in home video in VHS e DVD da Alfadedis Entertainment. Sono state pubblicate due edizioni in DVD: una composta da 6 DVD con quattro episodi ciascuno e una composta da 8 DVD con tre episodi ciascuno.

### Edizione da 6 DVD
- La sfida contiene:

1. La sfida
2. La pizza alle fragole
3. L'arrivo di Aurora
4. Il medaglione magico

- Un gioco pericoloso contiene:

1. Un gioco pericoloso
2. Ti-Gey, cuoco reale
3. Il principe dei folletti (sotto il titolo Il re dei folletti)
4. Le fatiche di Prezzemolo

- La città dei robots contiene:

1. Il terribile capitan Mekkano
2. Il secondo elemento
3. Il mondo sommerso
4. Arrembaggio di fortuna

- Un tesoro... invisibile contiene:

1. Chi trova un tesoro trova un nemico
2. Nel covo dei pirati
3. Una maghella senza paura
4. Nella terra del fuoco

- L'oasi di Morgana contiene:

1. L'oasi di Morgana
2. La sfera magica
3. Il ritorno di Aurora
4. Il grande torneo

- Il nemico di Lomur contiene:

1. Il nemico di Lomur
2. Il re in pericolo
3. Un cuore spezzato
4. Il potere del Penta-Elemento

### Edizione da 8 DVD
- La pizza di fragole contiene:

1. La sfida
2. La pizza alle fragole
3. L'arrivo di Aurora

- Il medaglione magico contiene:

1. Il medaglione magico
2. La pietra gigante
3. Il labirinto

- Il re dei folletti contiene:

1. Un gioco pericoloso
2. Ti-Gey, cuoco reale
3. Il principe dei folletti (sotto il titolo Il re dei folletti)

- Il secondo elemento contiene:

1. Le fatiche di Prezzemolo
2. Il terribile capitan Mekkano
3. Il secondo elemento

- Il mondo sommerso contiene:

1. Il mondo sommerso
2. Arrembaggio di fortuna
3. Chi trova un tesoro trova un nemico (sotto il titolo Un tesoro… invisibile)

- Nel covo dei pirati contiene:

1. Nel covo dei pirati
2. Una maghella senza paura
3. Nella terra del fuoco

- La sfera magica contiene:

1. L'oasi di Morgana
2. La sfera magica
3. Il ritorno di Aurora

- Il grande torneo contiene:

1. Il grande torneo
2. Il nemico di Lomur
3. Il re in pericolo

## Edizioni speciali
- Nel 2020, in occasione della pandemia di Covid-19, 24 dei 26 episodi della serie animata sono stati resi disponibili sul sito e sul canale YouTube del parco di Gardaland.[8]

### Videogiochi
Molte delle ambientazioni della serie ricompariranno anche nei videogiochi ispirati sempre a Prezzemolo (Prezzemolo in una giornata da incubo e Prezzemolo in un viaggio da sogno).